# ساختمان بهداری سراوان
ساختمان قدیمی بهداری سراوان مربوط به اواسط دوره پهلوی است و در سراوان ، خیابان آزادی، نبش کوچه ۶ واقع شده و این اثر در تاریخ ۱۸ شهریور ۱۳۷۷ با شمارهٔ ثبت ۲۱۱۱ به‌عنوان یکی از آثار ملی ایران به ثبت رسیده است.